# Institut de recherche en politiques publiques
L’Institut de recherche en politiques publiques (IRPP) est un centre de recherche canadien indépendant, bilingue et sans but lucratif basé à Montréal.
L’IRPP a pour mission d’« améliorer les politiques publiques en produisant des recherches, en proposant de nouvelles idées et en éclairant les débats sur les grands enjeux publics auxquels sont confrontés les Canadiens et leurs gouvernements ». Il publie des recherches évaluées par les pairs et alimente le débat public en tenant des conférences, des tables rondes et des rencontres d’experts auxquelles participent chercheurs, intervenants, décideurs et citoyens. Il est aussi l’éditeur du magazine Options politiques et l’hôte du Centre d’excellence sur la fédération canadienne.
Son programme de recherche privilégie actuellement cinq enjeux : le fédéralisme canadien, le filet de sécurité sociale des adultes en âge de travailler, la demande comme levier de l’innovation, le développement des compétences et l’apprentissage des adultes, et les défis du vieillissement de la population.
L’IRPP a été créé par suite de l’engagement du premier ministre canadien Pierre Elliot Trudeau (dans son discours du Trône de 1968) de fonder un institut « autonome et indépendant » voué à la recherche sur les politiques publiques, dont les travaux seraient mis « à la disposition de tous les gouvernements ».
Financé par un fonds de dotation établi au début des années 1970 grâce aux contributions du gouvernement fédéral, des gouvernements provinciaux et du secteur privé, l’IRPP est enregistré au titre d’organisme de bienfaisance en application de la Loi de l’impôt sur le revenu et constitué en vertu de la partie II de la Loi sur les corporations canadiennes.
A. Anne McLellan est l’actuelle présidente du conseil d’administration, et Jennifer Ditchburn en est la présidente et chef de la direction.

## Raison d’être et mission
Selon son énoncé de mission, l’IRPP a pour but d’« améliorer les politiques publiques en produisant des recherches, en proposant de nouvelles idées et en éclairant les débats sur les grands enjeux publics auxquels font face les Canadiens et leurs gouvernements ».
La proposition initiale du premier ministre Pierre Elliott Trudeau prévoyait que l’Institut devienne une ressource « à la disposition » des gouvernements fédéral et provinciaux. Mais après avoir accepté l’invitation d’Ottawa de produire une étude sur la question, Ronald S. Ritchie en élargit la portée dans un rapport déposé en 1969. Il y propose que l’IRPP mène des recherches et des analyses qui renforcent « les bases susceptibles d’éclairer les choix et les décisions de la population et des dirigeants du Canada en matière de politiques publiques », précisant qu’au-delà du « monde universitaire, l’organisme s’adresse d’abord aux leaders d’opinion, aux fonctionnaires et aux dirigeants politiques ».
Le programme de recherche établi par Michael Kirby, deuxième président de l’IRPP, visait à mener des recherches « lorsque les politiques existantes se révèlent inappropriées, que la nécessité de les modifier est avérée et qu’aucune autre institution ne peut répondre à ce besoin ».
Les travaux de l’IRPP ont parfois l’ambition d’exercer une influence directe sur les décideurs. Comme ce fut le cas en septembre 2000 du rapport « Recommandations aux premiers ministres », publié quelques jours avant la Réunion des premiers ministres. Le rapport avait été élaboré par un groupe de travail de huit experts et chercheurs mobilisés par l’IRPP pour formuler des recommandations sur les politiques de soins de santé.

## Gouvernance
Le conseil d’administration compte 16 membres qui proviennent de partout au pays et sont nommés par les membres de l’IRPP. Il est présidé depuis 2019 par A. Anne McLellan, conseillère principale au cabinet d’avocats Bennett Jones.
Anciens présidents du conseil d’administration : 
- Graham W.S. Scott (2012-18)
- Janice McKinnon (2006-2012)
- Bob Rae (2001-2006)
- Peter White (1997-2001)
- Donald S. Macdonald (1992-1997)
- Roger Charbonneau (1988-1992)
- Robert Stanfield (1981-1988)
- John Aird (1974-1981)

Les présidents de l’IRPP sont nommés par le conseil d’administration. Jennifer Ditchburn est présidente et chef de la direction depuis 2021.
Anciens présidents et chefs de la direction de l’IRPP :
- Graham Fox (2011-2021)
- Mel Cappe (2006-2011)
- Hugh Segal (1999-2006)
- Monique Jérôme-Forget (1991-1998)
- Rod Dobell (1984-1991)
- Gordon Robertson (1980-1983)
- Michael Kirby (1977-1979)
- Fred Carrothers (1974-1976)

## Orientation politique
Selon ses principes fondateurs, « l’IRPP doit mener ses recherches et analyses sur les questions de politiques publiques de manière à servir en toute impartialité l’ensemble des cultures, régions et gouvernements de la population canadienne ». Comme le formulait Peter Dobell, son ancien secrétaire par intérim, cette orientation non partisane a pour but de « laisser la recherche parler d’elle-même ».
Dans le blogue « Inside Agenda » de la chaîne TVOntario, Hilary Clark situe l’IRPP au « centre » de l’échiquier politique tandis que George Fetherling, de la Sheldon Chumir Foundation for Ethics in Leadership, le situe plutôt au « centre droit ».
Pour le professeur Evert Lindquist, l’IRPP serait « l’équivalent canadien de la Brookings Institution » du fait qu’il est généralement perçu comme un partisan mesuré de l’économie de marché, du libre-échange et des gouvernements restreints. Mais l’Institut est souvent classé légèrement à gauche en raison de ses liens avec d’éminents libéraux et des idées réformistes exprimées dans certaines de ses publications.
Pour ce qui est de sa pluralité, la journaliste Mary Janigan de Maclean’s et du Globe and Mail affirme que « l’IRPP a ceci de formidable qu’il permet à toutes les idées de s’inscrire dans le débat public ». Le conseil de l’IRPP et son personnel comptent en effet des hommes et des femmes affiliés à chacun des principaux partis politiques canadiens tout autant que des particuliers sans affiliation.

## Financement
L’IRPP est financé par un fonds de dotation établi au début des années 1970 grâce aux contributions du gouvernement fédéral, des gouvernements provinciaux et du secteur privé en vue d’assurer son indépendance.
L’IRPP accepte par ailleurs les contributions de donateurs publics et privés dans la mesure où leurs dons ne sont assortis d’aucune condition. Il s’efforce d’investir ses propres ressources dans chacun de ses projets et cherche à diversifier ses donateurs pour éviter de dépendre d’une seule source de financement. Son fonds de dotation est supervisé par un comité de placements et géré par des sociétés d’investissement professionnelles. Ce comité fournit des avis au conseil d’administration sur les stratégies qui permettent de maintenir la valeur réelle du fonds (après inflation).

## Historique
Par suite de l’engagement du premier ministre Pierre Elliot Trudeau de créer l’Institut, Ronald S. Ritchie est chargé de préparer une étude à cet effet. En décembre 1969, il présente au gouvernement fédéral un rapport intitulé Un Institut de recherches politiques dans lequel sont abordées les questions de la mission, de la gouvernance et du financement de l’Institut. Le rapport propose aussi d’établir un fonds de dotation pour en assurer l’indépendance et recommande qu’il soit constitué en société à but non lucratif sous la direction d’un conseil d’administration composé d’un « nombre restreint de citoyens éminents ».
Au printemps 1971, le gouvernement canadien approuve les principales recommandations du rapport. Michael Pitfield, sous-secrétaire du Cabinet, autorise alors la création du fonds de dotation proposé par Ronald Ritchie, à condition que soit mis sur pied un conseil de tutelle d’une cinquantaine de membres, dont un représentant de chaque gouvernement du pays, chargé de superviser l’élection annuelle du conseil d’administration et la gouvernance de l’Institut.
Le premier conseil d’administration présente une demande de constitution en société le 16 mars 1972, et les lettres patentes sont approuvées le 11 avril suivant. Ce conseil est composé de J. V. Clyne (homme d’affaires de Vancouver), de Louis Armand Desrochers (avocat d’Edmonton), de Louis Lorrain (dirigeant syndical de Montréal), du révérend Joseph MacNeil (évêque de Saint John, Nouveau-Brunswick), de John Robarts (ancien premier ministre de l’Ontario) et de Jeanne Sauvé (alors journaliste à Montréal). Peter Dobell siège au conseil à titre de secrétaire par intérim, et Ron Ritchie en est élu président.

## Le magazine Options politiques
Magazine numérique de l’IRPP, Options politiques a publié son premier numéro en mars 1980 sous la direction de Tom Kent, son fondateur et tout premier rédacteur en chef. C’est en 2016 que le magazine est devenu une publication numérique.
Issus du monde universitaire, du milieu de la recherche, de la sphère politique, de la fonction publique, des organismes sans but lucratif et du secteur privé, ses collaborateurs y publient au jour le jour des articles en français et en anglais sur de nombreuses questions d’intérêt public. Selon son énoncé de mission, le magazine se veut une tribune de débats et d’idées ouverte à tous les points de vue sur les enjeux qui préoccupent les décideurs canadiens ou qui devraient les intéresser. Le magazine publie aussi des balados toutes les deux semaines.
En 2017, à l’occasion de la remise des Prix d’excellence en publication numérique, Options politiques a reçu la médaille d’or dans la catégorie Meilleur blogue ou meilleure chronique en ligne pour les articles de son collaborateur régulier Timothy Caulfield. Le magazine a aussi obtenu la médaille d’argent en 2017, 2018 et 2019 dans les catégories Meilleur blogue/chronique et Meilleur balado des Canadian Online Publishing Awards.
Les Perreaux est rédacteur en chef d’Options politiques depuis 2021.
Anciens rédacteurs en chef d’Options politiques :
- Jennifer Ditchburn (2016-2021)
- Dan Gardner (2015-2016)
- Bruce Wallace (2012-2014)
- L. Ian MacDonald (2002-2012)
- William Watson (1999-2002)
- Alfred Leblanc (1994-1998)
- Mathew Horsman (1991-1993)
- Walter Stewart (1987-1990)
- Thomas Worrall Kent (1980-1987)

## Centre d’excellence sur la fédération canadienne
En 2020, l’Institut a inauguré son Centre d’excellence sur la fédération canadienne, une initiative de recherche permanente dirigée par Charles Breton, « qui a pour objectif d’approfondir la compréhension du Canada en tant que communauté fédérale canadienne ». Le Centre est financé par le gouvernement fédéral qui a versé une somme de 10 millions de dollars à l’IRPP.